# 스코샤 플레이스
스코샤 플레이스(영어: Scotia Place)는 캐나다 앨버타주 캘거리에 위치한 개장 예정인 종합 경기장이다.  NHL 캘거리 플레임스와 CFL 캘거리 스탬피더스의 홈경기장으로 사용할 예정이면, 새로운 경기장은 2027~2028 NHL 시즌이 시작되기 전에 문을 열 계획이다.